# Gyaritodes inspinosus
Gyaritodes inspinosus là một loài bọ cánh cứng trong họ Cerambycidae.